# Trương Cảnh Tuyên
Trương Cảnh Tuyên (sinh ngày 25 tháng 10 năm 1969) là chính trị gia nước Cộng hòa xã hội chủ nghĩa Việt Nam. Ông hiện là Phó Bí thư Thành ủy Cần Thơ .
Ông từng là Chủ tịch Ủy ban nhân dân Thành phố Cần Thơ, Phó Bí thư Ban Cán sự Đảng, Phó Chủ tịch thường trực Ủy ban nhân dân tỉnh Hậu Giang; Chánh Văn phòng UBND tỉnh Hậu Giang; Phó Bí thư, Chủ tịch UBND huyện Châu Thành, tỉnh Hậu Giang.

## Xuất thân và giáo dục
Trương Cảnh Tuyên nguyên quán xã Yên Phong, huyện Thiệu Yên, tỉnh Thanh Hóa. 
Trình độ: Thạc sĩ Kinh tế, Cử nhân Kinh tế Kế toán; Cao cấp lý luận chính trị.
Ngày 4 tháng 4 năm 2000, ông được kết nạp Đảng Cộng sản Việt Nam, trở thành đảng viên chính thức vào ngày 4 tháng 4 năm 2001.

## Sự nghiệp

### Hậu Giang
Trương Cảnh Tuyên từng giữ các chức vụ: Trưởng phòng Sở Tài chính, Phó Giám đốc Sở Tài chính Hậu Giang; Phó Chánh Văn phòng, Chánh Văn phòng UBND tỉnh Hậu Giang; Phó Bí thư, Chủ tịch UBND huyện Châu Thành, tỉnh Hậu Giang; Ủy viên Ban Chấp hành Đảng bộ, Phó Chủ tịch UBND tỉnh Hậu Giang.
Từ tháng 10/2020 đến tháng 2/2025, Trương Cảnh Tuyên là Ủy viên Ban Thường vụ Tỉnh ủy, Phó Bí thư Ban cán sự Đảng, Phó Chủ tịch thường trực UBND tỉnh Hậu Giang.

### Cần Thơ
Ngày 10 tháng 2 năm 2025, Thành ủy Cần Thơ tổ chức Hội nghị triển khai quyết định của Ban Bí thư về công tác cán bộ. Tại hội nghị, ông Đỗ Trọng Hưng, Ủy viên Trung ương Đảng, Phó Trưởng Ban Tổ chức Trung ương, thừa ủy quyền của Ban Bí thư trao Quyết định điều động, chỉ định ông Trương Cảnh Tuyên, Ủy viên Ban Thường vụ Tỉnh ủy, Phó Chủ tịch Thường trực UBND tỉnh Hậu Giang thôi tham gia Ban Chấp hành, Ban Thường vụ Tỉnh ủy Hậu Giang nhiệm kỳ 2020-2025; đồng thời tham gia Ban Chấp hành, Ban Thường vụ Thành ủy và giữ chức Phó Bí thư Thành ủy Cần Thơ nhiệm kỳ 2020-2025.
Ngày 20 tháng 2 năm 2025, tại Kỳ họp thứ 19 (kỳ họp chuyên đề) của HĐND thành phố Cần Thơ khóa X. HĐND thành phố Cần Thơ đã có tờ trình giới thiệu nhân sự để bầu giữ chức danh Chủ tịch UBND thành phố Cần Thơ nhiệm kỳ 2021 – 2026 đối với ông Trương Cảnh Tuyên, Phó Bí thư Thành ủy Cần Thơ. Các đại biểu HĐND thành phố Cần Thơ đã tiến hành bỏ phiếu bầu Chủ tịch UBND thành phố Cần Thơ đối với ông Trương Cảnh Tuyên với số phiếu 50/51 phiếu đồng ý, đạt tỷ lệ 98,04%.